# NGC 3872
NGC 3872 este o galaxie eliptică situată în constelația Leul. A fost descoperită în 8 aprilie 1784 de către William Herschel. Se află la o distanță de 48,3 de megaparseci de Pământ.